# Weißenbach bei Liezen
Weißenbach bei Liezen est une ancienne commune autrichienne du district de Liezen en Styrie.